# Владимир Зворикин
Владимир Козмич Зворикин (на руски: Влади́мир Козьми́ч Зворы́кин) е руски изобретател и инженер, работил в САЩ, пионер в телевизионната техника.
Той е създателят на приемо-предавателната телевизионна система, използваща електронно-лъчеви тръби, както и на кинескопа. Участва и в разработването на електронния микроскоп.
Роден е в семейството на заможен търговец. Учи в Санктпетербургския технически университет, където съвместно с Борис Росинг създава един от първите телевизори.
През Първата световна война е радиоинженер в руската армия, а после работи в руския клон на „Маркони“ върху военни радиопредаватели. По време на Гражданската война в Русия Зворикин решава да емигрира в САЩ и през 1918 година напуска Русия през Сибир и после Арктика. След кратко завръщане за служба при белогвардейците през 1919 г. Зворикин отново заминава за САЩ и окончателно се установява там.
Започва работа в „Уестингхаус Илектрик“ в Питсбърг, Пенсилвания, където усъвършенства и прилага на практика своите идеи. В края на 1929 година създава кинескопа, който впоследствие се превръща в интегрална част от всички телевизионни апарати. В началото на 1930-те съвместно с още няколко изобретатели Зворикин разработва и метод за предаване и приемане на сигнала, който се използва успешно на олимпийските игри в Берлин, когато камерите предават пряко сигнал на около 200 обществени кина. По-късно част от патентите на Зворикин се използват и в предаванията на Би Би Си. По-късно, попитан кое е най-доброто нещо в изобретения от него телевизор, той казва: „Копчето. Копчето, с което това проклето нещо се изключва“.
Зворикин се пенсионира през 1954 година. Умира в Принстън, Ню Джърси на 29 юли 1982 г.